# Herb gminy Wieniawa
Herb gminy Wieniawa – jeden z symboli gminy Wieniawa, autorstwa Kamila Wójcikowskiego i Roberta Fidury, ustanowiony 20 lipca 2020.

## Wygląd i symbolika
Herb przedstawia na tarczy w polu błękitnym z prawej Świętą Katarzynę, z lewej Świętego Szczepana, ponad inicjałem S srebrnym. Święta Katarzyna symbolizuje parafię Świętej Katarzyny w Wieniawie, zaś Święty Szczepan parafię Świętego Szczepana w Skrzynnie, czyli dwie najstarsze parafie na terenie gminy. Inicjał S zaczerpnięty został z dawnej pieczęci miejskiej Skrzynna.